# Baby Don't Cry (Keep Ya Head Up II)
Baby Don't Cry (Keep Ya Head Up II) è un singolo postumo del rapper statunitense 2Pac, realizzato insieme ai gruppi The Outlawz. Il brano è stato pubblicato nel 1999 ed estratto dall'album Still I Rise.

## Tracce
1. Baby Don't Cry (Keep Ya Head Up II) (LP Version)
2. Baby Don't Cry (Keep Ya Head Up II) (Soulshock & Karlin Remix Dirty Version)
3. Baby Don't Cry (Keep Ya Head Up II) (Instrumental)
4. Baby Don't Cry (Keep Ya Head Up II) (Acappella)